# Denemarken (Midden-Groningen)
Denemarken (Gronings: Denmaark) is een gehucht in de gemeente Midden-Groningen. Het bestaat uit een zevental boerderijen, wat arbeidershuisjes en een villa. Het ligt tussen het Slochterdiep en de Slochtermeenteweg. Denemarken behoorde vanouds voor het grootste deel tot het kerspel Slochteren; enkele huizen vielen onder Schildwolde.
In de 15e eeuw werd het gebied geschreven als De(n)nemarck, Denemarck(e)t of Denmarck. Kerkelijke registers uit de 17e en 18e eeuw schrijven gewoonlijk op Denemarcken.
De naam verwijst niet naar het land Denemarken. Soortgelijke namen worden in 944 vermeld in het goederenregister van de Abdij van Fulda: de plaats Damarchen lag mogelijk in de buurt van Dokkum; met Dilnumarchi wordt mogelijk Diele in Oost-Friesland bedoeld. Dergelijke namen zijn misschien afgeleid van de stam dal of deel ('laag') met de uitgang mersca ('grasland, meers'). Er zijn ook andere theorieën over de herkomst van de naam. Volgens een ervan verwijst den naar 'dal, hol, leger (van wilde dieren)' en marke naar 'grensland, onverdeelde gronden'. Volgens een andere (niet-wetenschappelijke) theorie komt het van een woord deen dat 'ruig' zou betekenen en marken dat zou verwijzen naar 'vlakke velden'. Letterlijk betekent de naam in het Nederlands dan "Ruigevelden". Daarop is ook de titel van de bekroonde roman Kinderen van het Ruige Land (2012) van Auke Hulst gebaseerd, die in het gebied speelt.
Sinds 2002 heeft het gehucht eigen plaatsnaamborden.

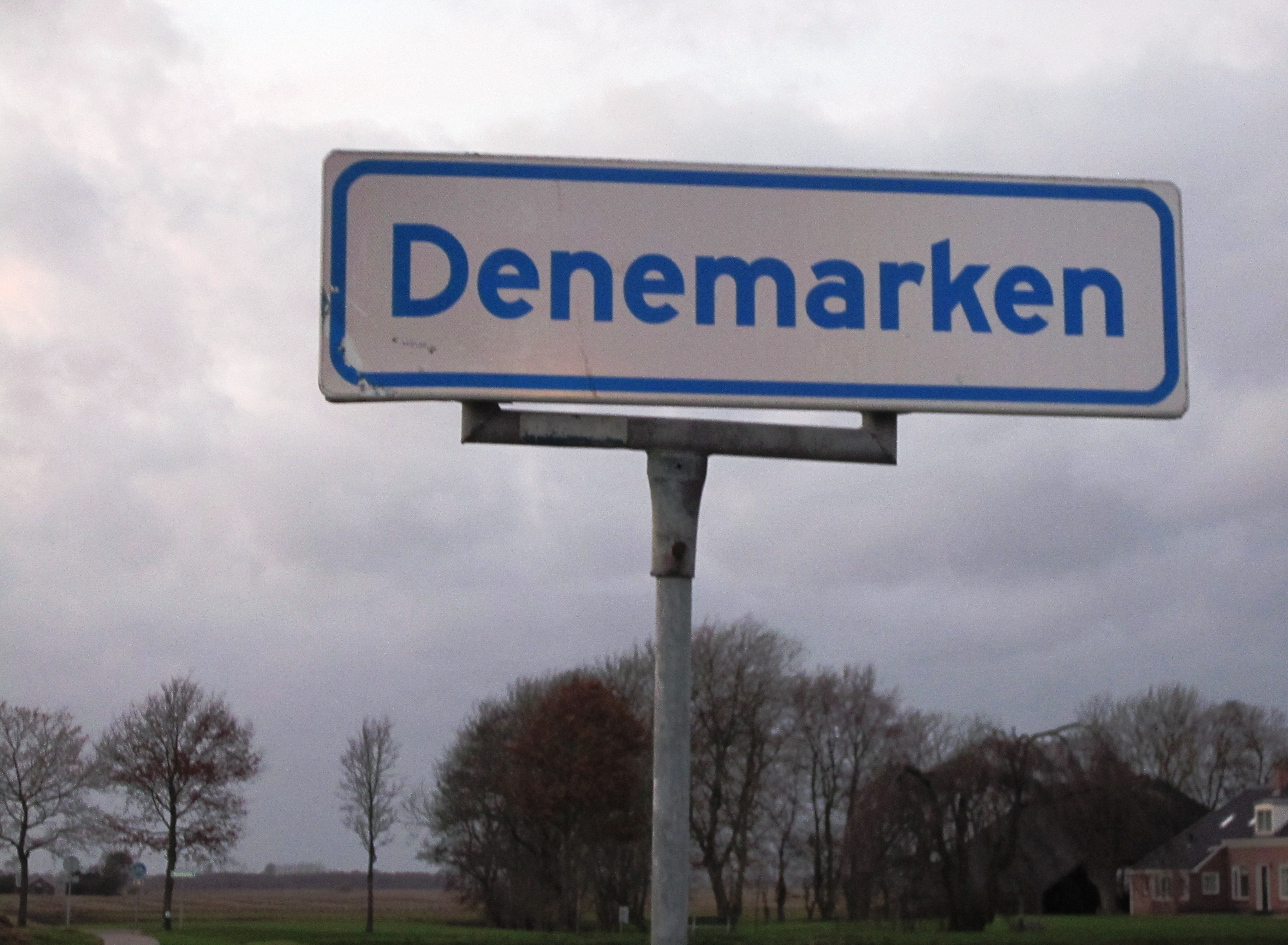
Plaatsnaambord Denemarken

Dorpen: Borgercompagnie · Foxhol · Froombosch · Harkstede · Hellum · Hoogezand · Kiel-Windeweer · Kolham · Kropswolde · Luddeweer · Meeden · Muntendam · Noordbroek · Overschild · Sappemeer · Scharmer · Schildwolde · Siddeburen · Slochteren · Steendam · Tripscompagnie · Tjuchem · Waterhuizen · Westerbroek · Woudbloem · Zuidbroek

Buurtschappen: Achterdiep · Akkereinden · Ayngehorn · Beneden Veensloot · Blokum · Bokhörn · Borgweg · Boven Veensloot (deels) · Bovenhuizen · Bovenstreek · Buitenhuizen · Denemarken · Drukkebuurt · Duurkenakker · Eelshuis · Foxham · Foxholsterbosch · Gaarland · Gaarveen · De Hammen · Den Ham · Hamweg · Heerenlaan · Heidenschap · De Hole · Huisweeren · Jagerswijk · Kalkwijk · Kiel · Klein Harkstede (deels) · Kleinemeer · 't Klooster · Korengarst · Kostverloren · Lageland · Langewijk · Leentjer · Lula · Medumertol · Nieuwe Compagnie · Noordbroeksterhamrik · Noordbroeksterveen · Oosterweeren · Oostwold · Oude Verlaat · De Paauwen · Roeksweer · Ruiten · Schaaphok · Schildland ·  Siddebuursterveen · Spitsbergen · Stootshorn · Tusschenloegen · Tussenklappen · Uiterburen · Uitham · Veendijk · Het Veen · 't Veen · Veenhuizen · Vossenburg · Weereweg · Westeind · Wilderhof · Windeweer · Winkelhoek · Wolfsbarge · De Zanden · Zandwerf · Zuiderveen 

Wijk: Gorecht · Gouden Driehoek · Martenshoek · Meerwijck · Ruitershorn · Rengerspark · Sappemeer-Noord · De Vosholen · Woldwijck · Zuiderpark

Groningen: Steden en dorpen      Nederland: Provincies · Gemeenten